# Martin Heeb
Martin Heeb (* 5. November 1969 in Grabs) ist ein ehemaliger liechtensteinischer Fussballspieler.

## Karriere

### Vereine
In seiner Jugend spielte Heeb für den FC Schaan, bei dem er 1989 in den Herrenbereich befördert wurde. 1995 schloss er sich dem Hauptstadtklub FC Vaduz an, mit dem er in der Saison 1995/96 Liechtensteiner Cupsieger wurde. 1997 folgte ein Wechsel zum USV Eschen-Mauren. Nach einer Station beim Schweizer Verein FC Widnau kehrte er 2008 zum USV Eschen-Mauren zurück, für den er bis zu seinem Karriereende ein Jahr später aktiv war.

### Nationalmannschaft
Heeb gab sein Länderspieldebüt für die liechtensteinische Fussballnationalmannschaft am 27. Mai 1994 beim 0:2 gegen die Schweiz im Rahmen eines Freundschaftsspiels. Bis 2004 war er insgesamt 25 Mal für sein Heimatland im Einsatz.

## Erfolge
FC Vaduz
- Liechtensteiner Cupsieger: 1996
- 2× Liechtensteiner Fussballer des Jahres: 1992/93, 1994/95